# Januarius Kyūnosuke Hayasaka
Januarius Kyūnosuke Hayasaka (jap. ヤヌアリオ 早坂 久之助, Yanuario Hayasaka Kyūnosuke; * 17. September 1883 in Sendai, Japan; † 26. Oktober 1959) war der erste japanische Bischof der Römisch-katholischen Kirche in Japan.

## Leben
Januarius Kyūnosuke Hayasaka wurde am 10. Juni 1917 zum Priester geweiht. Am 16. Juli 1927 erhielt er die Ernennung zum Bischof von Nagasaki. Mit Bischof Hayasaka wurde der erste japanische Diözesanbischof ernannt und geweiht. Zuvor stellte die Pariser Mission und andere Ordensgemeinschaften die überwiegende Anzahl der japanischen Ordinarien. Am 16. Juli 1927, nach der organisatorischen Neustrukturierung der katholischen Kirche in Japan, erfolgte die selbständige japanische Kirchenverwaltung.
Papst Pius XI. (1922–1939) weihte ihn am 30. Oktober 1927 zum ersten Bischof von Nagasaki, Mitkonsekratoren waren der Erzbischof und Generalsuperior der Pariser Mission Jean-Baptiste-Marie Budes de Guébriant und der Erzbischof von Tokio Jean-Baptiste-Alix Chambon MEP. Die feierliche Amtseinführung wurde am 25. April 1928 zelebriert. Mit der Ernennung zum Titularbischof von Philomelium am 5. Februar 1937 lebte Hayasaka bis zu seinem Tod als emeritierter Bischof von Nagasaki.
Bischof Hayasaka weihte Johannes Peter Franziskus Ross SJ, den Apostolischen Vikar von Hiroshima, zum Titularbischof von Tabala und war Mitkonsekrator bei Marie-Joseph Lemieux OP zum Bischof von Sendai.